# Polo aquático no Campeonato Mundial de Esportes Aquáticos de 2015 - Masculino
O torneio masculino de polo aquático no Campeonato Mundial de Esportes Aquáticos de 2015 em Cazã na Rússia foi disputado entre 27 de julho e 8 de agosto.

## Medalhistas
| Ouro | Prata | Bronze |
| Sérvia · Milan Aleksić · Miloš Ćuk · Filip Filipović · Živko Gocić · Nikola Jakšić · Dušan Mandić · Branislav Mitrović · Stefan Mitrović · Slobodan Nikić · Duško Pijetlović · Gojko Pijetlović · Andrija Prlainović · Sava Ranđelović | Croácia · Marko Bijač · Luka Bukić · Damir Burić · Andro Bušlje · Maro Joković · Luka Lončar · Petar Muslim · Paulo Obradović · Josip Pavić · Fran Paškvalin · Antonio Petković · Anđelo Šetka · Sandro Sukno | Grécia · Christos Afroudakis · Evangelos Delakas · Georgios Dervisis · Konstantinos Flegkas · Ioannis Fountoulis · Stefanos Galanopoulos · Konstantinos Genidounias · Alexandros Gounas · Christodoulos Kolomvos · Konstantinos Mourikis · Emmanouil Mylonakis · Kyriakos Pontikeas · Angelos Vlachopoulos |

## Formato da disputa
Os 16 participantes foram divididos em quatro grupos com quatro integrantes de primeira fase. As equipes enfrentam as outras equipes de seu grupo uma única vez, ao final das três rodadas, a primeira colocada de cada grupo se classifica direto para as quartas-de-final. As equipes que ocuparem a segunda e a terceira posições disputarão as oitavas-de-final. A quarta colocada de cada grupo disputará do 13º ao 16º lugar.

## Primeira fase
Todas as partidas seguem o horário local  (UTC+3)

### Grupo A
| Pos. | Seleção | PT | J | V | E | D | GM | GS | SG  |
| ---- | ------- | -- | - | - | - | - | -- | -- | --- |
| 1.   | Croácia | 6  | 3 | 3 | 0 | 0 | 39 | 17 | +22 |
| 2.   | Canadá  | 4  | 3 | 2 | 0 | 1 | 25 | 20 | +5  |
| 3.   | Brasil  | 1  | 3 | 0 | 1 | 2 | 24 | 29 | -5  |
| 4.   | China   | 1  | 3 | 0 | 1 | 2 | 12 | 34 | -22 |

| 27 de julho de 2015 09:30 | Súmula | Croácia                                    | 12–7 | Canadá | Cazã Público: 507 Árbitros: Radosław Koryzna (POL), German Moller (ARG) |
| 27 de julho de 2015 09:30 | Súmula | Pontuação por períodos: 4–2, 6–2, 1–0, 1–3 |      |        | Cazã Público: 507 Árbitros: Radosław Koryzna (POL), German Moller (ARG) |

| 27 de julho de 2015 10:50 | Súmula | Brasil                                     | 9–9 | China | Cazã Público: 700 Árbitros: Stanko Ivanovski (MNE), Vojin Putniković (SRB) |
| 27 de julho de 2015 10:50 | Súmula | Pontuação por períodos: 3–4, 2–1, 3–4, 1–0 |     |       | Cazã Público: 700 Árbitros: Stanko Ivanovski (MNE), Vojin Putniković (SRB) |

| 29 de julho de 2015 20:10 | Súmula | China                                      | 2–8 | Canadá | Cazã Público: 240 Árbitros: Stanko Ivanovski (MNE), György Kun (HUN) |
| 29 de julho de 2015 20:10 | Súmula | Pontuação por períodos: 0–3, 0–3, 1–1, 1–1 |     |        | Cazã Público: 240 Árbitros: Stanko Ivanovski (MNE), György Kun (HUN) |

| 29 de julho de 2015 21:30 | Súmula | Croácia                                    | 10–9 | Brasil | Cazã Público: 230 Árbitros: Mark Koganov (AZE), Daniel Flahive (AUS) |
| 29 de julho de 2015 21:30 | Súmula | Pontuação por períodos: 4–2, 4–2, 1–2, 1–3 |      |        | Cazã Público: 230 Árbitros: Mark Koganov (AZE), Daniel Flahive (AUS) |

| 31 de julho de 2015 17:30 | Súmula | Croácia                                    | 17– | China | Cazã Público: 874 Árbitros: Daniel Flahive (AUS), Masoud Rezvani (IRI) |
| 31 de julho de 2015 17:30 | Súmula | Pontuação por períodos: 4–1, 5–0, 7–0, 1–0 |     |       | Cazã Público: 874 Árbitros: Daniel Flahive (AUS), Masoud Rezvani (IRI) |

| 31 de julho de 2015 20:10 | Súmula | Brasil                                     | 6–10 | Canadá | Cazã Público: 230 Árbitros: Mark Koganov (AZE), György Kun (HUN) |
| 31 de julho de 2015 20:10 | Súmula | Pontuação por períodos: 0–3, 3–3, 2–3, 1–1 |      |        | Cazã Público: 230 Árbitros: Mark Koganov (AZE), György Kun (HUN) |

### Grupo B
| Pos. | Seleção        | PT | J | V | E | D | GM | GS | SG |
| ---- | -------------- | -- | - | - | - | - | -- | -- | -- |
| 1.   | Grécia         | 6  | 3 | 3 | 0 | 0 | 37 | 31 | +6 |
| 2.   | Estados Unidos | 4  | 3 | 2 | 0 | 1 | 28 | 26 | +2 |
| 3.   | Itália         | 2  | 3 | 1 | 0 | 2 | 28 | 28 | 0  |
| 4.   | Rússia         | 0  | 3 | 0 | 0 | 3 | 23 | 31 | -8 |

| 27 de julho de 2015 12:10 | Súmula | Grécia                                     | 11–10 | Itália | Cazã Público: 883 Árbitros: Francesc Buch (ESP), György Kun (HUN) |
| 27 de julho de 2015 12:10 | Súmula | Pontuação por períodos: 4–4, 2–1, 3–2, 2–3 |       |        | Cazã Público: 883 Árbitros: Francesc Buch (ESP), György Kun (HUN) |

| 27 de julho de 2015 18:50 | Súmula | Estados Unidos                             | 7–6 | Rússia | Cazã Público: 1,932 Árbitros: Boris Margeta (SLO), Daniel Flahive (AUS) |
| 27 de julho de 2015 18:50 | Súmula | Pontuação por períodos: 3–1, 1–2, 2–2, 1–1 |     |        | Cazã Público: 1,932 Árbitros: Boris Margeta (SLO), Daniel Flahive (AUS) |

| 29 de julho de 2015 09:30 | Súmula | Grécia                                     | 11–10 | Estados Unidos | Cazã Público: 839 Árbitros: Francesc Buch (ESP), Vojin Putniković (SRB) |
| 29 de julho de 2015 09:30 | Súmula | Pontuação por períodos: 3–3, 1–3, 4–3, 3–1 |       |                | Cazã Público: 839 Árbitros: Francesc Buch (ESP), Vojin Putniković (SRB) |

| 29 de julho de 2015 18:50 | Súmula | Rússia                                     | 6–9 | Itália | Cazã Público: 2,350 Árbitros: Adrian Alexandrescu (ROU), Radosław Koryzna (POL) |
| 29 de julho de 2015 18:50 | Súmula | Pontuação por períodos: 1–1, 0–5, 3–1, 2–2 |     |        | Cazã Público: 2,350 Árbitros: Adrian Alexandrescu (ROU), Radosław Koryzna (POL) |

| 31 de julho de 2015 18:50 | Súmula | Grécia                                     | 15–11 | Rússia | Cazã Público: 2,285 Árbitros: Adrian Alexandrescu (ROU), Francesc Buch (ESP) |
| 31 de julho de 2015 18:50 | Súmula | Pontuação por períodos: 5–2, 3–2, 5–3, 2–4 |       |        | Cazã Público: 2,285 Árbitros: Adrian Alexandrescu (ROU), Francesc Buch (ESP) |

| 31 de julho de 2015 21:30 | Súmula | Estados Unidos                             | 11–9 | Itália | Cazã Público: 214 Árbitros: Boris Margeta (SLO), Nenad Peris (CRO) |
| 31 de julho de 2015 21:30 | Súmula | Pontuação por períodos: 4–4, 3–2, 2–1, 2–2 |      |        | Cazã Público: 214 Árbitros: Boris Margeta (SLO), Nenad Peris (CRO) |

### Grupo C
| Pos. | Seleção       | PT | J | V | E | D | GM | GS | SG  |
| ---- | ------------- | -- | - | - | - | - | -- | -- | --- |
| 1.   | Hungria       | 6  | 3 | 3 | 0 | 0 | 52 | 13 | +39 |
| 2.   | Cazaquistão   | 4  | 3 | 2 | 0 | 1 | 34 | 24 | +10 |
| 3.   | África do Sul | 2  | 3 | 1 | 0 | 2 | 17 | 37 | -20 |
| 4.   | Argentina     | 0  | 3 | 0 | 0 | 3 | 17 | 46 | -29 |

| 27 de julho de 2015 13:30 | Súmula | África do Sul                              | 10–6 | Argentina | Cazã Público: 913 Árbitros: Masoud Rezvani (IRI), Sergey Naumov (RUS) |
| 27 de julho de 2015 13:30 | Súmula | Pontuação por períodos: 6–2, 1–2, 1–1, 2–1 |      |           | Cazã Público: 913 Árbitros: Masoud Rezvani (IRI), Sergey Naumov (RUS) |

| 27 de julho de 2015 17:30 | Súmula | Hungria                                    | 14–5 | Cazaquistão | Cazã Público: 1,180 Árbitros: Joseph Peila (USA), Cory Williams (NZL) |
| 27 de julho de 2015 17:30 | Súmula | Pontuação por períodos: 4–0, 3–0, 5–2, 2–3 |      |             | Cazã Público: 1,180 Árbitros: Joseph Peila (USA), Cory Williams (NZL) |

| 29 de julho de 2015 10:50 | Súmula | Cazaquistão                                | 15–7 | Argentina | Cazã Público: 1,016 Árbitros: Nenad Peris (CRO), Hatem Gaber (EGY) |
| 29 de julho de 2015 10:50 | Súmula | Pontuação por períodos: 5–2, 3–3, 5–1, 2–1 |      |           | Cazã Público: 1,016 Árbitros: Nenad Peris (CRO), Hatem Gaber (EGY) |

| 29 de julho de 2015 12:10 | Súmula | África do Sul                              | 4–17 | Hungria | Cazã Público: 1,127 Árbitros: Fabio Toffoli (BRA), Peter de Jong (NED) |
| 29 de julho de 2015 12:10 | Súmula | Pontuação por períodos: 1–5, 0–3, 2–4, 1–5 |      |         | Cazã Público: 1,127 Árbitros: Fabio Toffoli (BRA), Peter de Jong (NED) |

| 31 de julho de 2015 09:30 | Súmula | África do Sul                              | 3–14 | Cazaquistão | Cazã Público: 884 Árbitros: Fabio Toffoli (BRA), Hatem Gaber (EGY) |
| 31 de julho de 2015 09:30 | Súmula | Pontuação por períodos: 0–4, 1–3, 1–5, 1–2 |      |             | Cazã Público: 884 Árbitros: Fabio Toffoli (BRA), Hatem Gaber (EGY) |

| 31 de julho de 2015 10:50 | Súmula | Hungria                                    | 21–4 | Argentina | Cazã Público: 1,065 Árbitros: Sergey Naumov (RUS), Peter de Jong (NED) |
| 31 de julho de 2015 10:50 | Súmula | Pontuação por períodos: 6–2, 3–1, 6–1, 6–0 |      |           | Cazã Público: 1,065 Árbitros: Sergey Naumov (RUS), Peter de Jong (NED) |

### Grupo D
| Pos. | Seleção    | PT | J | V | E | D | GM | GS | SG  |
| ---- | ---------- | -- | - | - | - | - | -- | -- | --- |
| 1.   | Sérvia     | 6  | 3 | 3 | 0 | 0 | 40 | 26 | +14 |
| 2.   | Austrália  | 3  | 3 | 1 | 1 | 1 | 24 | 19 | +5  |
| 3.   | Montenegro | 3  | 3 | 1 | 1 | 1 | 29 | 26 | +3  |
| 4.   | Japão      | 0  | 3 | 0 | 0 | 3 | 23 | 45 | -22 |

| 27 de julho de 2015 20:10 | Súmula | Sérvia                                     | 11–8 | Montenegro | Cazã Público: 2,279 Árbitros: Georgios Stavridis (GRE), Adrian Alexandrescu (ROU) |
| 27 de julho de 2015 20:10 | Súmula | Pontuação por períodos: 2–1, 4–2, 3–4, 2–1 |      |            | Cazã Público: 2,279 Árbitros: Georgios Stavridis (GRE), Adrian Alexandrescu (ROU) |

| 27 de julho de 2015 21:30 | Súmula | Japão                                      | 4–10 | Austrália | Cazã Público: 2,287 Árbitros: Massimiliano Caputi (ITA), Hatem Gaber (EGY) |
| 27 de julho de 2015 21:30 | Súmula | Pontuação por períodos: 0–2, 2–2, 1–3, 1–3 |      |           | Cazã Público: 2,287 Árbitros: Massimiliano Caputi (ITA), Hatem Gaber (EGY) |

| 29 de julho de 2015 13:30 | Súmula | Austrália                                  | 5–5 | Montenegro | Cazã Público: 313 Árbitros: Boris Margeta (SLO), Sergey Naumov (RUS) |
| 29 de julho de 2015 13:30 | Súmula | Pontuação por períodos: 0–2, 1–1, 1–1, 3–1 |     |            | Cazã Público: 313 Árbitros: Boris Margeta (SLO), Sergey Naumov (RUS) |

| 29 de julho de 2015 17:30 | Súmula | Sérvia                                     | 19–9 | Japão | Cazã Público: 1,016 Árbitros: Masoud Rezvani (IRI), Stephane Roy (CAN) |
| 29 de julho de 2015 17:30 | Súmula | Pontuação por períodos: 2–1, 6–2, 5–3, 6–3 |      |       | Cazã Público: 1,016 Árbitros: Masoud Rezvani (IRI), Stephane Roy (CAN) |

| 31 de julho de 2015 12:10 | Súmula | Sérvia                                     | 10–9 | Austrália | Cazã Público: 890 Árbitros: Radosław Koryzna (POL), Georgios Stacridis (GRE) |
| 31 de julho de 2015 12:10 | Súmula | Pontuação por períodos: 3–2, 2–2, 1–4, 4–1 |      |           | Cazã Público: 890 Árbitros: Radosław Koryzna (POL), Georgios Stacridis (GRE) |

| 31 de julho de 2015 13:30 | Súmula | Japão                                      | 10–16 | Montenegro | Cazã Público: 640 Árbitros: Dion Willis (RSA), Massimiliano Caputi (ITA) |
| 31 de julho de 2015 13:30 | Súmula | Pontuação por períodos: 2–3, 2–5, 2–5, 4–3 |       |            | Cazã Público: 640 Árbitros: Dion Willis (RSA), Massimiliano Caputi (ITA) |

## Segunda fase
|  | Play-off       | Play-off    |                   |                | Quartas-de-final   | Quartas-de-final |                   |                     | Semifinal           | Semifinal |  |  | Final | Final |
|  |                |             |                   |                |                    |                  |                   |                     |                     |           |  |  |       |       |
|  |                |             |                   |                | 4 de agosto        |                  |                   |                     |                     |           |  |  |       |       |
|  | 2 de agosto    |             |                   |                |                    |                  |                   |                     |                     |           |  |  |       |       |
|  | Croácia        | 10          |                   |                |                    |                  |                   |                     |                     |           |  |  |       |       |
|  | Croácia        | 10          | Cazaquistão       | 8              | 6 de agosto        | 6 de agosto      |                   |                     |                     |           |  |  |       |       |
|  |                | Montenegro  | Cazaquistão       | 8              | 6 de agosto        | 6 de agosto      | 4                 |                     |                     |           |  |  |       |       |
|  | Montenegro     | Montenegro  | 12                |                | Croácia (pênaltis) | 10 (5)           | 4                 |                     |                     |           |  |  |       |       |
|  | Montenegro     | 4 de agosto | 12                |                | Croácia (pênaltis) | 10 (5)           |                   |                     |                     |           |  |  |       |       |
|  | 2 de agosto    | 2 de agosto |                   | Grécia         | 10 (3)             |                  |                   |                     |                     |           |  |  |       |       |
|  | 2 de agosto    | 2 de agosto | Grécia (pênaltis) | Grécia         | 10 (3)             | 7 (5)            |                   |                     |                     |           |  |  |       |       |
|  | África do Sul  | 1           | Grécia (pênaltis) |                |                    | 7 (5)            | 8 de agosto       | 8 de agosto         |                     |           |  |  |       |       |
|  | África do Sul  | 1           |                   | Austrália      | 7 (4)              |                  | 8 de agosto       | 8 de agosto         |                     |           |  |  |       |       |
|  | Austrália      | 17          |                   | Austrália      | 7 (4)              | Croácia          | 4                 |                     |                     |           |  |  |       |       |
|  | Austrália      | 17          | 4 de agosto       |                |                    | Croácia          | 4                 |                     |                     |           |  |  |       |       |
|  | 2 de agosto    | 2 de agosto |                   | Sérvia         | 11                 |                  |                   |                     |                     |           |  |  |       |       |
|  | 2 de agosto    | 2 de agosto | Hungria           | Sérvia         | 11                 | 7                |                   |                     |                     |           |  |  |       |       |
|  | Canadá         | 2           | Hungria           | 6 de agosto    | 6 de agosto        | 7                |                   |                     |                     |           |  |  |       |       |
|  | Canadá         | 2           |                   | 6 de agosto    | 6 de agosto        | Itália           | 8                 |                     |                     |           |  |  |       |       |
|  | Itália         | 8           |                   | Itália         | 6                  | Itália           | 8                 | Disputa do 3º lugar | Disputa do 3º lugar |           |  |  |       |       |
|  | Itália         | 8           | 4 de agosto       | Itália         | 6                  |                  |                   | Disputa do 3º lugar | Disputa do 3º lugar |           |  |  |       |       |
|  | 2 de agosto    | 2 de agosto |                   | Sérvia         | 10                 |                  | 8 de agosto       | 8 de agosto         |                     |           |  |  |       |       |
|  | 2 de agosto    | 2 de agosto | Sérvia            | Sérvia         | 10                 | 12               | 8 de agosto       | 8 de agosto         |                     |           |  |  |       |       |
|  | Brasil         | 3           | Sérvia            |                |                    | 12               | Grécia (pênaltis) | 7 (4)               |                     |           |  |  |       |       |
|  | Brasil         | 3           |                   | Estados Unidos | 7                  |                  | Grécia (pênaltis) | 7 (4)               |                     |           |  |  |       |       |
|  | Estados Unidos | 7           |                   | Estados Unidos | 7                  | Itália           | 7 (2)             |                     |                     |           |  |  |       |       |
|  | Estados Unidos | 7           |                   |                |                    | Itália           | 7 (2)             |                     |                     |           |  |  |       |       |

### Oitavas de final
| 2 de agosto de 2015 13:30 | Súmula | Canadá                                     | 2–8 | Itália | Cazã Público: 269 Árbitros: Mark Koganov (AZE), Francesc Buch (ESP) |
| 2 de agosto de 2015 13:30 | Súmula | Pontuação por períodos: 0–2, 1–1, 1–2, 0–3 |     |        | Cazã Público: 269 Árbitros: Mark Koganov (AZE), Francesc Buch (ESP) |

| 2 de agosto de 2015 17:30 | Súmula | Brasil                                     | 3–7 | Estados Unidos | Cazã Público: 2,090 Árbitros: Boris Margeta (SLO), Adrian Alexandrescu (ROU) |
| 2 de agosto de 2015 17:30 | Súmula | Pontuação por períodos: 0–2, 1–1, 1–1, 1–3 |     |                | Cazã Público: 2,090 Árbitros: Boris Margeta (SLO), Adrian Alexandrescu (ROU) |

| 2 de agosto de 2015 18:50 | Súmula | Cazaquistão                                | 8–12 | Montenegro | Cazã Público: 2,896 Árbitros: Joseph Peila (USA), Daniel Flahive (AUS) |
| 2 de agosto de 2015 18:50 | Súmula | Pontuação por períodos: 3–2, 2–3, 1–5, 2–2 |      |            | Cazã Público: 2,896 Árbitros: Joseph Peila (USA), Daniel Flahive (AUS) |

| 2 de agosto de 2015 20:10 | Súmula | África do Sul                              | 1–17 | Austrália | Cazã Público: 213 Árbitros: Ni Shi Wei (CHN), German Moller (ARG) |
| 2 de agosto de 2015 20:10 | Súmula | Pontuação por períodos: 1–5, 0–6, 0–2, 0–4 |      |           | Cazã Público: 213 Árbitros: Ni Shi Wei (CHN), German Moller (ARG) |

### Quartas de final
| 4 de agosto de 2015 17:30 | Súmula | Croácia                                    | 10–4 | Montenegro | Cazã Público: 1,769 Árbitros: Radosław Koryzna (POL), Massimiliano Caputi (ITA) |
| 4 de agosto de 2015 17:30 | Súmula | Pontuação por períodos: 1–0, 3–0, 3–3, 3–1 |      |            | Cazã Público: 1,769 Árbitros: Radosław Koryzna (POL), Massimiliano Caputi (ITA) |

| 4 de agosto de 2015 18:50 | Súmula | Grécia                                                      | 7–7 | Austrália | Cazã Público: 1,996 Árbitros: Boris Margeta (SLO), Vojin Putniković (SRB) |
| 4 de agosto de 2015 18:50 | Súmula | Pontuação por períodos: 1–0, 1–3, 3–1, 2–3 Tempo extra: 5–4 |     |           | Cazã Público: 1,996 Árbitros: Boris Margeta (SLO), Vojin Putniković (SRB) |

| 4 de agosto de 2015 20:10 | Súmula | Hungria                                    | 7–8 | Itália | Cazã Público: 693 Árbitros: Adrian Alexandrescu (ROU), Georgios Stavridis (GRE) |
| 4 de agosto de 2015 20:10 | Súmula | Pontuação por períodos: 2–2, 2–1, 1–2, 2–3 |     |        | Cazã Público: 693 Árbitros: Adrian Alexandrescu (ROU), Georgios Stavridis (GRE) |

| 4 de agosto de 2015 21:30 | Súmula | Sérvia                                     | 12–7 | Estados Unidos | Cazã Público: 455 Árbitros: Francesc Buch (ESP), Nenad Peris (CRO) |
| 4 de agosto de 2015 21:30 | Súmula | Pontuação por períodos: 4–2, 3–3, 2–1, 3–1 |      |                | Cazã Público: 455 Árbitros: Francesc Buch (ESP), Nenad Peris (CRO) |

### Semifinal
| 6 de agosto de 2015 20:30 | Súmula | Croácia                                                     | 10–10 | Grécia | Cazã Público: 2,486 Árbitros: Adrian Alexandrescu (ROU), Daniel Flahive (AUS) |
| 6 de agosto de 2015 20:30 | Súmula | Pontuação por períodos: 3–1, 2–3, 3–2, 2–4 Tempo extra: 5–3 |       |        | Cazã Público: 2,486 Árbitros: Adrian Alexandrescu (ROU), Daniel Flahive (AUS) |

| 6 de agosto de 2015 22:00 | Súmula | Itália                                     | 6–10 | Sérvia | Cazã Público: 1,859 Árbitros: Boris Margeta (SLO), Radosław Koryzna (POL) |
| 6 de agosto de 2015 22:00 | Súmula | Pontuação por períodos: 0–4, 2–4, 2–1, 2–1 |      |        | Cazã Público: 1,859 Árbitros: Boris Margeta (SLO), Radosław Koryzna (POL) |

### Disputa pelo bronze
| 8 de agosto de 2015 20:30 | Súmula | Grécia                                                      | 7–7 | Itália | Cazã Público: 2,165 Árbitros: Adrian Alexandrescu (ROU), Radosław Koryzna (POL) |
| 8 de agosto de 2015 20:30 | Súmula | Pontuação por períodos: 1–0, 2–2, 4–4, 0–1 Tempo extra: 4–2 |     |        | Cazã Público: 2,165 Árbitros: Adrian Alexandrescu (ROU), Radosław Koryzna (POL) |

### Final
| 8 de agosto de 2015 22:00 | Súmula | Croácia                                    | 4–11 | Sérvia | Cazã Público: 2,575 Árbitros: Boris Margeta (SLO), Georgios Stavridis (GRE) |
| 8 de agosto de 2015 22:00 | Súmula | Pontuação por períodos: 2–2, 0–3, 2–2, 0–4 |      |        | Cazã Público: 2,575 Árbitros: Boris Margeta (SLO), Georgios Stavridis (GRE) |

## Disputa do 5º ao 8º lugar
|  | Semifinais     | Semifinais  |   |             | 5º lugar       | 5º lugar |  |
|  |                |             |   |             |                |          |  |
|  | 6 de agosto    |             |   |             |                |          |  |
|  | Montenegro     | 11          |   |             |                |          |  |
|  | Austrália      | 8           |   |             |                |          |  |
|  |                |             |   |             |                |          |  |
|  |                |             |   |             | 8 de agosto    |          |  |
|  |                |             |   |             | Montenegro     | 10       |  |
|  |                | Hungria     | 9 |             |                |          |  |
|  |                |             |   |             |                |          |  |
|  |                |             |   |             |                |          |  |
|  |                |             |   |             | 7º lugar       |          |  |
|  | 6 de agosto    | 6 de agosto |   | 8 de agosto | 8 de agosto    |          |  |
|  | Hungria        | 13          |   | Austrália   | 6              |          |  |
|  | Estados Unidos | 9           |   |             | Estados Unidos | 10       |  |

| 6 de agosto de 2015 15:30 | Súmula | Montenegro                                 | 11–8 | Austrália | Cazã Público: 1,500 Árbitros: Francesc Buch (ESP), Vojin Putniković (SRB) |
| 6 de agosto de 2015 15:30 | Súmula | Pontuação por períodos: 4–1, 1–1, 4–4, 2–2 |      |           | Cazã Público: 1,500 Árbitros: Francesc Buch (ESP), Vojin Putniković (SRB) |

| 6 de agosto de 2015 17:00 | Súmula | Hungria                                    | 13–9 | Estados Unidos | Cazã Público: 645 Árbitros: Massimiliano Caputi (ITA), Sergey Naumov (RUS) |
| 6 de agosto de 2015 17:00 | Súmula | Pontuação por períodos: 4–2, 3–2, 2–2, 4–3 |      |                | Cazã Público: 645 Árbitros: Massimiliano Caputi (ITA), Sergey Naumov (RUS) |

### Decisão do 7º lugar
| 8 de agosto de 2015 14:00 | Súmula | Austrália                                  | 6–10 | Estados Unidos | Cazã Público: 1,677 Árbitros: Nenad Peris (CRO), Francesc Buch (ESP) |
| 8 de agosto de 2015 14:00 | Súmula | Pontuação por períodos: 3–2, 0–2, 1–4, 2–2 |      |                | Cazã Público: 1,677 Árbitros: Nenad Peris (CRO), Francesc Buch (ESP) |

### Decisão do 5º lugar
| 8 de agosto de 2015 15:30 | Súmula | Montenegro                                 | 10–9 | Hungria | Cazã Público: 2,365 Árbitros: Mark Koganov (AZE), Joseph Peila (USA) |
| 8 de agosto de 2015 15:30 | Súmula | Pontuação por períodos: 2–2, 2–1, 2–2, 4–4 |      |         | Cazã Público: 2,365 Árbitros: Mark Koganov (AZE), Joseph Peila (USA) |

## Disputa do 9º ao 12º lugar
|  | Semifinais    | Semifinais  |       |             | 9º lugar          | 9º lugar |  |
|  |               |             |       |             |                   |          |  |
|  | 4 de agosto   |             |       |             |                   |          |  |
|  | Canadá        | 9           |       |             |                   |          |  |
|  | Cazaquistão   | 7           |       |             |                   |          |  |
|  |               |             |       |             |                   |          |  |
|  |               |             |       |             | 6 de agosto       |          |  |
|  |               |             |       |             | Canadá (pênaltis) | 7 (5)    |  |
|  |               | Brasil      | 7 (3) |             |                   |          |  |
|  |               |             |       |             |                   |          |  |
|  |               |             |       |             |                   |          |  |
|  |               |             |       |             | 11º lugar         |          |  |
|  | 4 de agosto   | 4 de agosto |       | 6 de agosto | 6 de agosto       |          |  |
|  | Brasil        | 16          |       | Cazaquistão | 11                |          |  |
|  | África do Sul | 5           |       |             | África do Sul     | 7        |  |

| 4 de agosto de 2015 12:10 | Súmula | Canadá                                     | 9–7 | Cazaquistão | Cazã Público: 421 Árbitros: Stanko Ivanovski (MNE), German Moller (ARG) |
| 4 de agosto de 2015 12:10 | Súmula | Pontuação por períodos: 1–2, 5–0, 2–3, 1–2 |     |             | Cazã Público: 421 Árbitros: Stanko Ivanovski (MNE), German Moller (ARG) |

| 4 de agosto de 2015 13:30 | Súmula | Brasil                                     | 16–5 | África do Sul | Cazã Público: 213 Árbitros: Ni Shi Wei (CHN), Hatem Gaber (EGY) |
| 4 de agosto de 2015 13:30 | Súmula | Pontuação por períodos: 7–3, 2–2, 3–0, 4–0 |      |               | Cazã Público: 213 Árbitros: Ni Shi Wei (CHN), Hatem Gaber (EGY) |

### Decisão do 11º lugar
| 6 de agosto de 2015 10:50 | Súmula | Cazaquistão                                | 11–7 | África do Sul | Cazã Público: 450 Árbitros: Fabio Toffoli (BRA), Tadao Tahara (JPN) |
| 6 de agosto de 2015 10:50 | Súmula | Pontuação por períodos: 4–2, 1–2, 2–1, 4–2 |      |               | Cazã Público: 450 Árbitros: Fabio Toffoli (BRA), Tadao Tahara (JPN) |

### Decisão do 9º lugar
| 6 de agosto de 2015 12:10 | Súmula | Canadá                                                      | 7–7 | Brasil | Cazã Público: 308 Árbitros: Mark Koganov (AZE), Viktor Salnichenko (KAZ) |
| 6 de agosto de 2015 12:10 | Súmula | Pontuação por períodos: 2–2, 1–1, 2–3, 2–1 Tempo extra: 5–3 |     |        | Cazã Público: 308 Árbitros: Mark Koganov (AZE), Viktor Salnichenko (KAZ) |

## Disputa do 13º ao 16º lugar
|  | Semifinais        | Semifinais  |    |             | 13º lugar   | 13º lugar |  |
|  |                   |             |    |             |             |           |  |
|  | 2 de agosto       |             |    |             |             |           |  |
|  | China             | 10 (1)      |    |             |             |           |  |
|  | Rússia (pênaltis) | 10 (4)      |    |             |             |           |  |
|  |                   |             |    |             |             |           |  |
|  |                   |             |    |             | 4 de agosto |           |  |
|  |                   |             |    |             | Rússia      | 9         |  |
|  |                   | Japão       | 13 |             |             |           |  |
|  |                   |             |    |             |             |           |  |
|  |                   |             |    |             |             |           |  |
|  |                   |             |    |             | 15º lugar   |           |  |
|  | 2 de agosto       | 2 de agosto |    | 4 de agosto | 4 de agosto |           |  |
|  | Argentina         | 6           |    | China       | 16          |           |  |
|  | Japão             | 14          |    |             | Argentina   | 9         |  |

| 2 de agosto de 2015 10:50 | Súmula | China                                                       | 10–10 | Rússia | Cazã Público: 2,263 Árbitros: Stanko Ivanovski (MNE), Masoud Rezvani (IRI) |
| 2 de agosto de 2015 10:50 | Súmula | Pontuação por períodos: 1–2, 4–4, 2–1, 3–3 Tempo extra: 1–4 |       |        | Cazã Público: 2,263 Árbitros: Stanko Ivanovski (MNE), Masoud Rezvani (IRI) |

| 2 de agosto de 2015 12:10 | Súmula | Argentina                                  | 6–14 | Japão | Cazã Público: 218 Árbitros: Viktor Salnichenko (KAZ), Hatem Gaber (EGY) |
| 2 de agosto de 2015 12:10 | Súmula | Pontuação por períodos: 0–4, 2–2, 2–4, 2–4 |      |       | Cazã Público: 218 Árbitros: Viktor Salnichenko (KAZ), Hatem Gaber (EGY) |

### Decisão do 15º lugar
| 4 de agosto de 2015 09:30 | Súmula | China                                      | 16–9 | Argentina | Cazã Público: 753 Árbitros: Joseph Peila (USA), Tadao Tahara (JPN) |
| 4 de agosto de 2015 09:30 | Súmula | Pontuação por períodos: 6–2, 3–4, 4–2, 3–1 |      |           | Cazã Público: 753 Árbitros: Joseph Peila (USA), Tadao Tahara (JPN) |

### Decisão do 13º lugar
| 4 de agosto de 2015 10:50 | Súmula | Rússia                                     | 9–13 | Japão | Cazã Público: 821 Árbitros: György Kun (HUN), Masoud Rezvani (IRI) |
| 4 de agosto de 2015 10:50 | Súmula | Pontuação por períodos: 4–3, 1–3, 2–5, 2–2 |      |       | Cazã Público: 821 Árbitros: György Kun (HUN), Masoud Rezvani (IRI) |

## Classificação final
|  | Qualificou-se para os Jogos olímpicos de 2016                               |
|  | Qualificou-se para os Jogos olímpicos de 2016 como vencedor da Liga mundial |

| Pos.              | Seleção            |
| ----------------- | ------------------ |
| Medalha de ouro   | Sérvia (5º título) |
| Medalha de prata  | Croácia            |
| Medalha de bronze | Grécia             |
| 4                 | Itália             |
| 5                 | Montenegro         |
| 6                 | Hungria            |
| 7                 | Estados Unidos     |
| 8                 | Austrália          |
| 9                 | Canadá             |
| 10                | Brasil             |
| 11                | Cazaquistão        |
| 12                | África do Sul      |
| 13                | Japão              |
| 14                | Rússia             |
| 15                | China              |
| 16                | Argentina          |